# Coomberdale
Coomberdale is een plaats in de regio Wheatbelt in West-Australië.

## Geschiedenis
Ten tijde van de Europese kolonisatie leefden de Juat Nyungah in de streek.
In 1866 vestigde de uit Oxfordshire in Engeland stammende Edmund King zich in de streek en noemde zijn landgoed 'Oxfordale'. Alexander Forrest vermeldde de 'Coomberdale Well' in 1872 toen hij de eigendom van King in kaart bracht. Vermoedelijk gaf King de waterbron haar naam.
In 1894 legde de 'Midlands Railway Company' een nevenspoor aan langs de in 1895 geopende spoorweg tussen Midland en Walkaway. Het nevenspoor werd naar de waterbron vernoemd. In 1938 werd er een installatie voor het bulkvervoer van graan aan het nevenspoor gebouwd.
In 1910 opende het schooltje van Coomberdale. Het schoolgebouw werd zowel in 1919 als in 1975 uitgebreid. In 1984 werd de school nog naar een nieuw schoolgebouw verhuisd maar zes jaar later, in 1990, sloot ze voorgoed de deuren.
In 1920 werd begonnen met de bouw van de 'Coomberdale Hall', een gemeenschapszaal.

## 21e eeuw
Coomberdale maakt deel uit van het landbouwdistrict Shire of Moora. Het heeft een gemeenschapscentrum en -zaal. In 2021 telde Coomberdale 56 inwoners.
Tot ver in de 21e eeuw bleef Coomberdale een verzamel- en ophaalpunt voor de oogst van de in de streek bij de Co-operative Bulk Handling Group aangesloten graanproducenten; doch op het einde van het tweede decennium kwam daar een eind aan.
Nabij Coomberdale wordt door 'Simcoa Operations Pty Ltd' kwarts voor de productie van silicium gewonnen.

## Transport
Coomberdale ligt langs de Midlands Road, de historische weg tussen de West-Australische hoofdstad Perth en de havenstad Geraldton. Coomberdale ligt 194 kilometer ten noorden van Perth, 286 kilometer ten zuidzuidoosten van Geraldton en 20 kilometer ten noorden van Moora, de hoofdplaats van het lokale bestuursgebied waarvan het deel uitmaakt.
De spoorweg die door Coomberdale loopt maakt deel uit van het goederenspoorwegnetwerk van Arc Infrastructure.

## Toerisme
Western Wildflower Farm And Interpretive Centre is gelegen in Coomberdale. Het maakt deel uit van de in het district ontwikkelde toeristische autoroute Wildflower Drive.

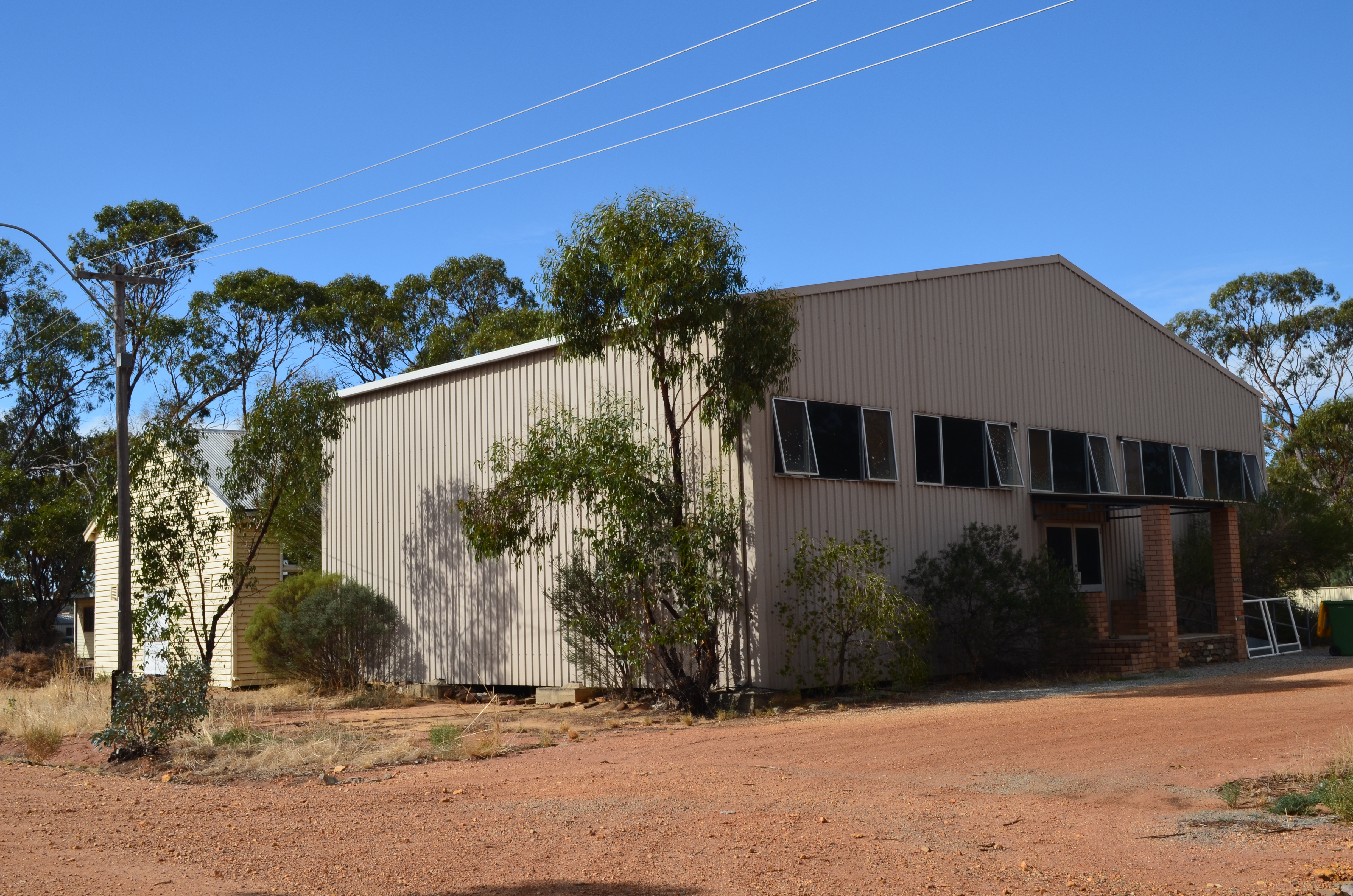
Gemeenschapscentrum met achteraan de 'Coomberdale Hall'

Aldersyde · Amery · Ardath · Arthur River · Baandee · Babakin · Badgingarra · Badjaling · Bailup · Bakers Hill · Balkuling · Ballaying · Ballidu · Beacon · Beenong · Beermullah · Bejoording · Belka · Bencubbin · Bendering · Benjaberring · Beverley · Bilbarin · Bindi Bindi · Bindoon · Bodallin · Bolgart · Bonnie Rock · Boolading · Booraan · Brookton · Bruce Rock · Bullaring · Bullfinch · Bulyee · Bungulla · Buntine · Burakin · Burracoppin · Cadoux · Calingiri · Campion · Caraban · Carrabin · Cataby · Cervantes · Chandler · Chittering · Clackline · Cold Harbour · Congelin · Coomberdale · Copley · Corrigin · Cowcowing · Crossman · Cuballing · Culbin · Cunderdin · Dalwallinu · Dandaragan · Dangin · Darkan · Dattening · Dongolocking · Doodlakine · Dowerin · Dudinin · Dumbleyung · Duranillin · Dwarda · Ejanding · Elabbin · Erikin · Gabbin · Gingin · Goomalling ·  Grass Valley · Greenhills · Guilderton · Gwambygine · Harrismith · Highbury · Hines Hill · Holt Rock · Hyden · Jelcobine · Jennacubbine · Jennapullin · Jitarning · Jurien Bay · Kalannie · Karlgarin · Kellerberrin · Kondinin · Kondut · Koojan · Koolyanobbing · Koorda · Korbel · Korrelocking · Kukerin · Kulin · Kulja · Kulyaling · Kunjin · Kununoppin · Kweda · Kwelkan · Kwolyin · Lancelin · Lake Brown · Lake Grace · Lake King · Ledge Point · Manmanning · Marvel Loch · Meckering · Meenaar · Merredin · Miling · Minnivale · Mogumber · Mokine · Moodiarrup · Mooliabeenee · Moora · Moorine Rock · Moorumbine · Moulyinning · Mount Hardey · Mount Kokeby · Mount Walker · Muchea · Mukinbudin · Muntadgin · Nalya · Nangeenan · Narembeen · Narrogin · New Norcia · Newdegate · Nilgen · Nokaning · North Bannister · Northam · Nukarni · Nungarin · Pantapin · Piawaning · Piesseville · Pingaring · Pingelly · Pithara · Popanyinning · Quairading · Quindanning · Regans Ford · Seabird · Shackleton · Southern Cross · Spencers Brook · Tammin · Tincurrin · Toodyay · Trayning · Varley · Wagin · Walebing · Walgoolan · Wandering · Wannamal · Watheroo · Welbungin · West Dale · West Toodyay · Westonia · Wialki · Wickepin · Wilbinga · Williams · Wongan Hills · Woodridge · Wubin · Wundowie · Wyalkatchem · Yealering · Yelbeni · Yellowdine · Yilliminning · Yerecoin · York · Yorkrakine · Yornaning · Yoting · Youndegin